# Mer de Bali
La mer de Bali (en indonésien Laut Bali) est une mer située au nord de l'île de Bali et au sud des îles Kangean dans l'archipel indonésien. Cette mer communique à l'est avec la mer de Florès et au nord et au nord-est avec la mer de Java. 
La mer de Bali est quelquefois regroupée avec la mer de Flores pour l'océanographie mais est cependant le plus souvent distincte sur les cartes nautiques de navigation. La mer a une superficie de 45 000 km2 et une profondeur maximale de 1 590 m.
La circulation et les propriétés des masses d'eau dans la mer de Bali sont la continuation de celles entre la mer Flores et la mer de Java au nord. En océanographie, la mer de Bali est concernée par le courant indonésien venant de l'océan Pacifique vers l'océan Indien, courant passant principalement par le détroit de Bali et le détroit de Lombok.
Dans l'histoire connue des tsunamis, la mer de Bali en a connu plusieurs. L'éruption de 1815 du mont Tambora (7 en indice d'explosivité volcanique) provoqua un tsunami le 22 septembre 1815 (8° 00′ S, 115° 12′ E) et trois ans plus tard (8 septembre 1818) des suites d'activités volcaniques (7° 00′ S, 117° 00′ E). Deux autres tsunamis furent enregistrés en 1857 et 1917 avec respectivement une vague de 3 et 2 m.

## Tourisme
- Bali - Wikipedia Guide de Voyage

## Géographie
L'Organisation hydrographique internationale définit les limites de la mer de Bali de la façon suivante : 
- Au nord : une ligne depuis pulau Kapoposangbali (7° 30′ 18″ S, 117° 10′ 30″ E) jusqu'à la pointe est de pulau Sepanjang et de là à travers cette île jusqu’à la pointe ouest de teluk Gedeh (7° 00′ 44″ S, 115° 17′ 35″ E), sur la côte sud de pulau Kangean.

- À l'ouest : une ligne depuis la pointe ouest de teluk Gedeh, sur pulau Kangean, jusqu'au tanjung Sedano (7° 48′ 39″ S, 114° 27′ 28″ E), l’extrémité nord-est de Java et le long de la côte est jusqu'au tanjung Bantenan (8° 46′ 42″ S, 114° 32′ 51″ E), l'extrémité sud-est de l'île.

- Au sud : une ligne depuis le tanjung Bantenan, par les pointes méridionales de Bali et nusa Penida jusqu'au tanjung Batugendang (8° 49′ 30″ S, 115° 50′ 45″ E), l'extrémité sud-ouest de Lombok, puis le long de sa côte sud jusqu'au tanjung Ringgit (8° 51′ 42″ S, 116° 35′ 40″ E), l'extrémité sud-est, de là une ligne jusqu'au tanjung Mangkun (9° 00′ 24″ S, 116° 43′ 44″ E), l’extrémité sud-ouest de Sumbawa.

- À l'est : les côtes ouest et nord  de Sumbawa, puis en direction de l'est jusqu'au tanjung Sarokaya (8° 21′ 51″ S, 117° 09′ 18″ E), de là une ligne jusqu'à pulau Kapoposangbali (7° 30′ 18″ S, 117° 10′ 30″ E), à l'ouest de l'archipel Tengah.